# Liste der ozeanischen Siegernationen bei FIFA- und OFC-Turnieren
Die Liste der ozeanischen Siegernationen bei FIFA- und OFC-Turnieren führt alle ozeanischen Nationen auf, deren National- bzw. Auswahlmannschaften mindestens einmal eines der internationalen Fußballturniere von FIFA und OFC gewonnen haben. Die Sortierung in der Liste richtet sich als erstes danach, wie viele Turniere insgesamt gewonnen wurden. Ist diese Anzahl gleich, richtet sich die weitere Rangfolge nach der Titelzahl der einzelnen Turniere, begonnen beim bedeutendsten Turnier, der Weltmeisterschaft.

## Siegernationen Männer
Bisher konnten 4 ozeanische Fußballverbände mindestens einen Titel bei offiziellen Turnieren der OFC gewinnen. Bei FIFA-Turnieren konnte bisher noch keine Mannschaft aus Ozeanien einen Titel gewinnen.
| Nationalverband | Gesamt | Seniorenturniere | Seniorenturniere | Seniorenturniere        | Seniorenturniere               |         | Juniorenturniere | Juniorenturniere             | Juniorenturniere             | Juniorenturniere |
| Nationalverband | Gesamt | WM               | Olympia          | Konföde rationen- Pokal | Fußball-Ozeanien meisterschaft | U-20-WM | U-16/17-WM       | Ozeanien- meisterschaft U-20 | Ozeanien- meisterschaft U-17 |                  |
| Australien1     | 26     |                  |                  |                         | 4                              |         |                  | 12                           | 10                           |                  |
| Neuseeland      | 24     |                  |                  |                         | 6                              |         |                  | 9                            | 9                            |                  |
| Tahiti          | 3      |                  |                  |                         | 1                              |         |                  | 2                            |                              |                  |
| Fidschi         | 1      |                  |                  |                         |                                |         |                  | 1                            |                              |                  |

1Seit 2006 gehört Australien dem asiatischen Verband AFC an.

## Siegernationen Frauen
Bisher konnten 5 ozeanische Fußballverbände mindestens einen Titel bei offiziellen Turnieren der OFC gewinnen. Bei FIFA-Turnieren konnte bisher noch keine Mannschaft aus Ozeanien einen Titel gewinnen.
| Nationalverband     | Gesamt | Seniorenturniere | Seniorenturniere | Seniorenturniere                         |         | Juniorenturniere | Juniorenturniere            | Juniorenturniere            | Juniorenturniere | Juniorenturniere |
| Nationalverband     | Gesamt | Olympia          | WM               | Fußball-Ozeanienmeisterschaft der Frauen | U-20-WM | U-17-WM          | Ozeanien-Meisterschaft U-20 | Ozeanien-Meisterschaft U-17 |                  |                  |
| Neuseeland          | 20     |                  |                  | 6                                        |         |                  | 8                           | 6                           |                  |                  |
| Australien1         | 5      |                  |                  | 3                                        |         |                  | 2                           |                             |                  |                  |
| Chinesisch Taipeh12 | 2      |                  |                  | 2                                        |         |                  |                             |                             |                  |                  |
| Papua-Neuguinea     | 1      |                  |                  | 1                                        |         |                  |                             |                             |                  |                  |
| Salomonen           | 1      |                  |                  | 1                                        |         |                  |                             |                             |                  |                  |

1Seit 2006 gehört Australien dem asiatischen Verband AFC an.
2Chinesisch Taipeh war von 1975 bis 1980 Mitglied der OFC.